# Bagsecg
Bagsecg, Bægsecg o Bagsec (... – 8 gennaio 871), è stato un capo vichingo citato come 'Re', e potrebbe essere stato il re di Danimarca che seguì a Horik II. Governò sulla Danimarca dal decennio dell'860 fino alla morte, avvenuta nell'871.

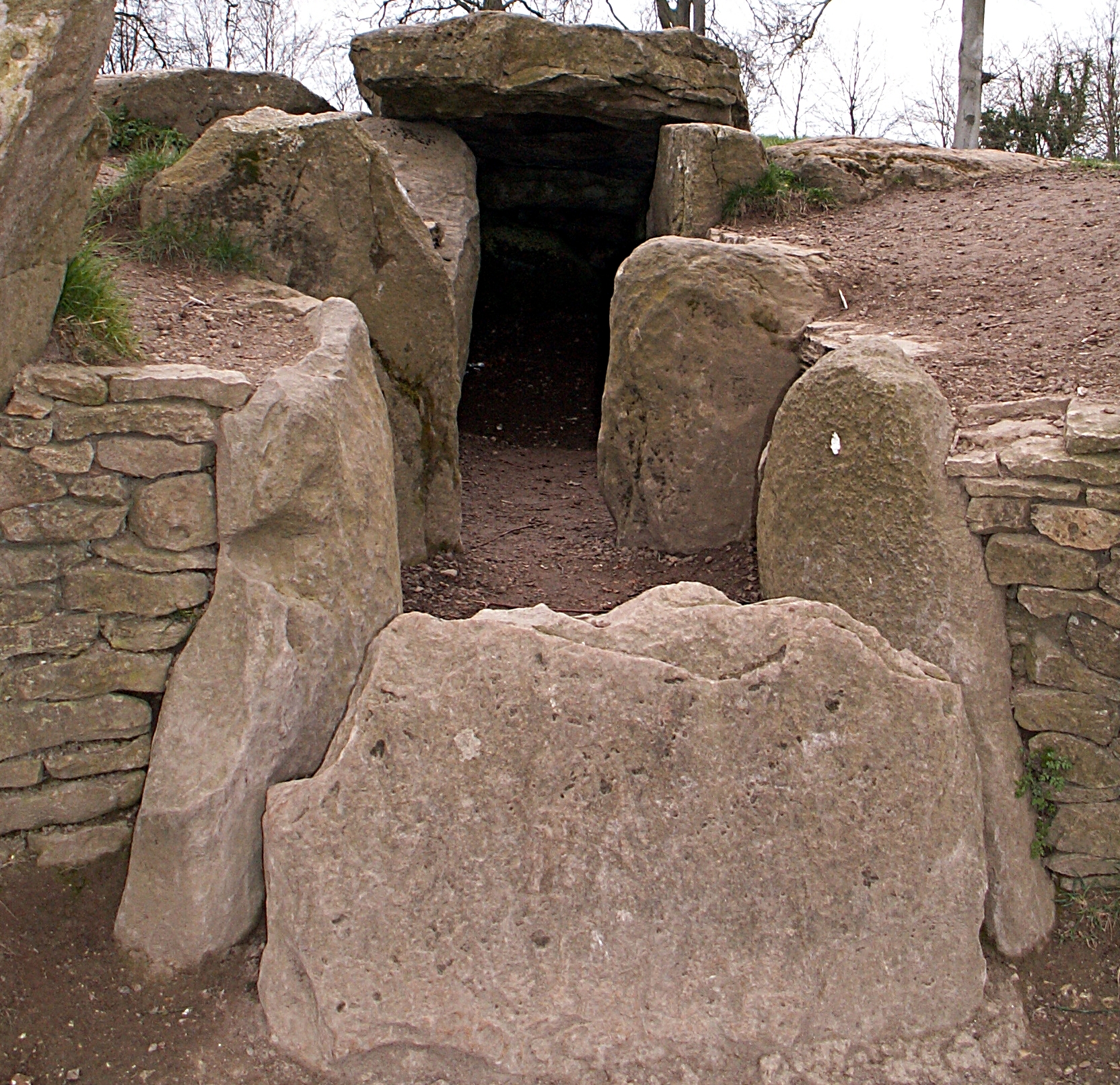
Waylands Smithy, dove re Bagsecg fu sepolto secondo la tradizione del Berkshire

Secondo alcuni racconti, nell'870 o nell'871 si spostò dalla Scandinavia in Inghilterra, guidando la Grande armata estiva in Inghilterra ed unendo le sue forze alla Grande armata danese, che già aveva sottomesso buona parte dell'Inghilterra.
Assieme ad Halfdan Ragnarsson divenne il fulcro di un'invasione vichinga del Regno del Wessex. Venne ucciso nella battaglia di Ashdown, mentre combatteva l'esercito sassone occidentale guidato dal fratello minore del re, il futuro Alfredo il Grande.

## Biografia
Si conosce poco di Bagsecg, ma probabilmente fu il re di Danimarca che successe ad Horik II. Se ne trovano citazioni solo nelle fonti inglesi, e non in quelle scandinave. Giunse in Inghilterra dell'870 o 871, e guidò l'imponente esercito noto come Grande armata estiva, il che farebbe optare per l'870 quale anno di arrivo. Nell'871, lui e Halfdan Ragnarsson inviarono alcuni gruppi di Vichinghi ad attaccare il Regno del Wessex, rimasto vulnerabile agli attacchi vichinghi; conquistarono Reading, nello Berkshire, e stabilirono un campo in città. Il 4 gennaio 871, Alfredo il Grande (non ancora re) tentò di attaccare il campo, ma Bagsecg riportò una grande vittoria nella battaglia di Reading, infliggendo sostanziose perdite all'esercito di Alfredo.

## Morte
L'8 gennaio 871 due eserciti si affrontarono nelle North Wessex Downs nel Berkshire. I Vichinghi erano guidati da Bagsecg, Halfdan e da altri cinque conti danesi. L'esercito vichingo era in inferiorità numerica rispetto ai sassoni di Alfredo il Grande. Questa battaglia avrebbe deciso il destino del Wessex e del suo re. Il fratello maggiore di Alfredo, re Ethelred del Wessex, era occupato a pregare nel suo accampamento, e si rifiutò di combattere fino all'arrivo del suo altro esercito. Per questo il comando fu preso da Alfredo, e gli eserciti Sassone occidentale e vichingo si incontrarono, combattendo per tutto il giorno. Bagsecg fu ucciso con i suoi cinque conti. Secondo la Cronaca anglosassone Bagsecg fu colpito da una spada mentre Halfdan fuggiva dal campo di battaglia con il resto dell'esercito, tornando a Reading. La battaglia di Ashdown si concluse con una vittoria sassone.

## Retaggio
Bagsecg è conosciuto e ricordato soprattutto nel Berkshire inglese per aver combattuto ad Ashdown e per la sua rapida sconfitta e morte. Egli non fu noto in Scandinavia, neanche durante l'epoca vichinga, così che di Bagsecg si sa solo che fu un vichingo che invase l'Inghilterra morendovi. 
Secondo la tradizione del Berkshire, Bagsecg fu sepolto presso Waylands Smithy, ed i suoi conti nel Seven Barrows. Si tratta però di un errore, visto che Waylands Smithy è databile al Neolitico, e Seven Barrows all'età del bronzo.